# 스카파! 어덜트 방송대상
스카파! 어덜트 방송대상(일본어: スカパー!アダルト放送大賞 스카파 아다루토 호소타이쇼[*])은 스카파! 프리미엄 서비스(영어: SKY PerfecTV! Primium Service)의 성인 방송 채널, 특히 성인 비디오 채널에서 방송된 프로그램 중에서 우수한 작품에 대해서 주는 상이다.

## 개요
2005년 일본어덜트방송대상(日本アダルト放送大賞)이라는 이름으로 처음 시작되었으며, 2008년부터 현재의 명칭으로 불렸다. 스카파!(SKY PerfecTV!)가 주최하는 대회로서, 스카파!가 송출하는 성인용 채널에서 방송된 모든 프로그램중에서, 뛰어난 활약을 보인 성인 비디오 여배우나 프로그램을 선정해, 홈페이지에서 일반 시청자들의 투표를 반영하여 수상자를 결정한다.

## 참여 채널
2015년 12월 기준이다.
JAMTV 계열
- Ch.942 Kmp CHANNELHD (구 QueenBee)
- Ch.960 숙녀·유부녀전문 ZapTV (熟女･人妻専門 ZapTV, 구 ZapTV)
- Ch.963 다이너마이트TV (ダイナマイトTV, 구 이요깡통신채널)
- Ch.964 AV왕 (AV王, 구 NON STOP 후레쉬걸즈)

e-STATION 계열
- Ch.945 MIDNIGHT BLUEHD
- Ch.966 Splash
- Ch.967 Flamingo

Aspire Vision 계열
- Ch.947 Cherry BombHD
- Ch.965 Red Cherry

MOVIE CHANNEL 계열
- Ch.957 VENUS
- Ch.968 POWER PLAT'S

PLAYBOY CHANNEL· 재팬 계열
- Ch.943 PLAYBOY ChannelHD

NIKKATUS 계열
- Ch.944 RAINBOW CHANNELHD

RIRE 계열
- Ch.946 PARADISE TVHD (구 파라다이스 채널)

GOODSPEED MANAGEMENT 계열
- Ch.958 VANILLASKY.ch (구 만조쿠채널+ → NPG만조쿠채널+)

츠쿠바 TV 계열
- Ch. 958 엔터!959HD (エンタ!959)

### 방송 종료
- 밀크906 (2010년 2월 28일)
- CINEMA-R (2010년 3월 31일)
- 어덜트HD레드 / 어덜트HD블루 (2012년 8월 31일)
- 퍼펙트 초이스 / Blue Cherry (2013년 9월 30일)
- Pink Cherry (2014년 9월 30일)

## 수상자
()안은 수상 당시 여배우가 소속되어있던 메이커 이름이고, 채널 명은 추천 채널이다.

### 개인상

#### 여우상
- 2006년 : 아이다 유아 (S1)
- 2007년 : 호노카 (Primium / S1)
- 2008년 : Rio (Max-A)
- 2009년 : 아스카 키라라 (h.m.p)
- 2010년 : 하라 사오리 (SOD 크리에이트)
- 2011년 : 아사쿠라 유 (Million) - kmp CHANNEL
- 2012년 : 나루세 코코미 - 퍼펙트 초이스
- 2013년 : 사토 하루키 - RAINBOW CHANNEL
- 2014년 : 하타노 유이 - PLAYBOY Channel
- 2015년 : 사쿠라 마나 (SOD 크리에이트) - Splash

#### 숙녀여우상
- 2006년 : 토모자키 아키
- 2007년 : 쇼다 치사토
- 2008년 : 모치즈키 카나
- 2009년 : 코이케 에미코
- 2010년 : 호리구치 나츠미
- 2011년 : 카와카미 유 - 퍼펙트 초이스
- 2012년 : 호조 마키 - 퍼펙트 초이스
- 2013년 : 호시노 아카리 - 퍼펙트 초이스
- 2014년 : 이치조 키미카 (나데시코) - ZapTV
- 2015년 : 시노다 아유미 - Cherry Bomb

#### 신인여우상
- 2009년 : 이토 하루카 (Max-A)
- 2010년 : 후지이 셀리 (Million)
- 2011년 : 하네다 아이 (SOD 크리에이트) - 퍼펙트 초이스
- 2012년 : 유메 카나 (MAXING) - CHANNEL RUBY
- 2013년 : 사쿠라 마나 (SOD 크리에이트) - MIDNIGHT BLUE
- 2014년 : 시라이시 마리나 (SOD 크리에이트) - MIDNIGHT BLUE
- 2015년 : 아마츠카 모에 (S1) - 엔터!959HD

#### 미디어상
- 2010년
  - livedoor상 : 오자와 마리아
  - 일간 겐다이상 : 츠키노 리사
- 2011년
  - livedoor상 : 키자키 제시카 (아이디어 포켓)
  - 아사히예능상 : 아마미 츠바사 (아이디어 포켓)
  - 도쿄스포츠상 : 하루사키 아즈미
  - 석간 후지상 : 야나기다 야요이
- 2012년
  - 도쿄스포츠상 : 오츠키 히비키
  - 일간 겐다이상 : 나루세 코코미
  - 석간 후지상 : 하즈키 노조미
  - 사이조상 : 에이로 치카
  - FLASH상 : 아오이 츠카사 (앨리스 JAPAN)
- 2013년
  - 도쿄스포츠상 : 오츠키 히비키
  - 석간 후지상 : 카미사키 시오리 (Million)
  - 사이조상 : 사토 하루키
  - FLASH상 : 사쿠라 마나 (SOD 크리에이트)
  - SPA!상 : 후지시마 유이
- 2014년
  - 도쿄스포츠상 : 시라이시 마리나 (SOD 크리에이트)
  - 석간 후지상 : 하타노 유이
  - 사이조상 : 이치조 키미카 (나데시코)
  - FLASH상 : 하츠미 사키
  - 주간 타이조상 : 미즈사와 노노 (MAXING)
- 2015년
  - FLASH상 : 사쿠라 마나 (SOD 크리에이트)
  - 사이조상 : 사쿠라 키즈나 (Million)
  - 주간 타이조상 : 키타가와 에리카
  - 도쿄 스포츠상 : 아리무라 치카
  - 석간 후지상 : 시노다 아유미

#### 스카파! 온디맨드어덜트상
- 2014년 : 유메 카나 (MAXING)
- 2015년 : 미즈사와 노노 (MAXING)

### 남우상
- 2011년 남우공로상 : 시마부쿠로 히로시
- 2015년 안기고싶은 AV 남우상 : 시미즈 켄

### 작품상
- 2005년
  - 우수여우프로그램상
    - 코토 히카루 (h.m.p) : 음란해서 관능적인 (2004년 6월 30일, h.m.p)
    - 오키나와 나오 : 오키나와 나오의 신나는 관찰 (2002년 10월 1일, 고고스)

  - 우수기획프로그램상 : 여자십이봉~여자십이치녀 여자십이레즈 여자십이 대 남자십이 장절 이십사P
  - 우수오리지널프로그램상
    - 오키나와 나오 : 오키나와 나오의 팬 감사 온천 버스 투어 (2002년 11월 22일, Million)
    - 여자가 음란해지는 테이프10 : 음란한 짐승은 사랑일까 만! (2004년 6월 25일, 아테나 영상)
- 2006년
  - 프로그램대상 : SOD풍 인생 게임2 : 18세 한정 비디오 가게 점원편 (2005년 5월 19일, SOD 크리에이트)
  - 오리지널프로그램대상 : 키사라기 카렌 (kmp) - 만약 키사라기 카렌이 최고급 풍속녀였다면 (2004년 11월 26일, Million)
- 2008년 : 24시간 TV 에로는 지구를 구한다! 2007 (2007년 8월 25-6일, 파라다이스 TV)
- 2009년 : 알몸의 수화 사전 (파라다이스 TV)
- 2010년 : 키노시타 유즈카 (MAXING) - 신인 키노시타 유즈카 (2009년 11월 16일, MAXING)
- 2011년 : 카자마 유미, 유키 미사 - 뷰티 레즈비언 : 아름다운 동창생 레즈 (2010년 11월 12일, 나데시코) ZapTV
- 2012년 : 카미사키 시오리 (Million) - 최고의 미의 여신 (2011년 3월 11일, Million) kmp CHANNEL
- 2013년 : 요시자와 아키호 (MAXING, S1) - M 자박치녀 (2012년 4월 16일, MAXING) PLAYBOY Channel
- 2014년 : 우에하라 아이, 오노우에 와카바 - 미소녀 둘이서 엣치치! (2013년 7월 25일, kawaii*) Splash
- 2015년 : 아리무라 치카, 하츠미 사키 - 에로 치녀와 엄청 귀여운 변태의 모에 데레 레즈 (2014년 7월 4일, h.m.p) RAINBOW CHANNEL

### 없어진 상

#### 개인상
최다출연여우상
- 2007년 : 타치바나 리코
- 2008년 : 아사미 유마 (앨리스 JAPAN, S1)
- 2009년 : 쇼다 치사토

채널공로상
- 2005년 : 하기와라 마이 (앨리스 JAPAN), 아오이 소라 (S1), 오자와 나호 (kmp), 모리시타 쿠루미 (Dogma), 난바 안 (MOODYZ), 키사라기 카렌 (kmp)

#### 작품상
스카파! EX상
- 2008년 : 건강미녀 (MAX)
- 2009년 : 이쿠가미 (2009년 8월 9일, 파라다이스 TV)

HD상
- 2010년 : 음란 호화! 절세 미녀 대 집합! 농익은 유니버스 일본대회 (2010년 4월 29일, 파라다이스 TV)
- 2011년 : 도쿄 여자 아나운서상사 노팬티 뉴스 (파라다이스 TV)

## 같이 보기
- AV OPEN
- AV 그랑프리
- DMM성인상